# Eleazar Jiménez Zerquera
Eleazar Jiménez Zerquera (Ciego de Ávila, Cuba, 25 de junio de 1928 - 6 de mayo de 2000) fue un Maestro Internacional de ajedrez cubano.

## Palmarés
Fue cinco veces Campeonato de Cuba de ajedrez, en 1957, 1960, 1963, 1965 y 1967.
Participó representando a Cuba en siete Olimpíadas de ajedrez en 1960, 1962, 1964, 1966, 1968, 1970 y 1974.
Fue tres veces campeón Panamericano en La Habana en 1963, 1966 y 1970.